# Гаан, Дейв
Дейв Гаан (англ. Dave Gahan; родился 9 мая 1962 года) — английский музыкант, певец и автор песен, наиболее известен как вокалист рок-группы Depeche Mode с момента её образования в 1980 году. Журнал Q поставил Гаана на 73-е место в своём списке «100 величайших певцов» и 27-е в списке «100 величайших фронтменов». Гаан также известен «доминирующим присутствием на сцене» и своим «обширным, глубоким баритоном».
Хотя его коллега по группе Мартин Гор продолжает оставаться основным автором песен Depeche Mode, Гаан принимал участие в написании текстов песен альбомов Playing the Angel (2005), Sounds of the Universe (2009), Delta Machine (2013), Spirit (2017) и Memento Mori (2023). Пять из таких песен были выпущены в качестве синглов: «Suffer Well» в 2005 году, «Hole to Feed» в 2009 году, «Should Be Higher» в 2013 году, «Cover Me» в 2017 году и «Wagging Tongue» в 2023 году, написанная в соавторстве с Мартином Гором.
Дейв Гаан выпустил два своих сольных альбома: Paper Monsters (2003) и Hourglass (2007). В 2012 и 2015 годах он также написал тексты песен и записал вокальные партии для альбомов группы Soulsavers The Light the Dead See и Angels & Ghosts.

## Детство и ранние годы
Гаан родился под именем Дэвид Колкотт 9 мая 1962 года в семье принадлежавшей к рабочему классу, родителей Леонарда Колкотта (водителя автобуса, малайзийско-индийского происхождения) и его жены Сильвии (кондукторши), Дэйву было всего шесть месяцев, когда его отец покинул семью. Вскоре родители Дейва развелись и Сильвия вместе с Дейвом и его старшей сестрой Сью (1960 г. р.) переехали жить в город Базилдон (Эссекс) и там она вышла замуж за Джека Гаана (администратора компании «Royal Dutch Shell»). Сильвия родила двоих детей от Джека: Питера (1966 г. р.) и Фила (1968 г. р.), которые стали единоутробными братьями Дейва. Дейв и Сью считали второго мужа их матери, Джека, родным отцом, так как он активно участвовал в их воспитании.
Когда Дейву было 9 лет умер его отчим. Это глубоко потрясло его. После смерти Джека в дом к Сильвии приехал её бывший муж Леонард Колкотт. О встрече с биологическим отцом музыкант впоследствии скажет:

Я никогда не забуду тот день. Когда я вернулся домой из школы, в доме моей мамы был какой-то незнакомец. Моя мать представила его мне как моего настоящего отца. Помню, я сказал, что это невозможно, потому что мой отец умер. Откуда мне было знать, кем является этот человек? С того дня Лен часто посещал этот дом, пока год спустя он снова не исчез, на этот раз навсегда.
Оригинальный текст (англ.)I’ll never forget that day. When I came home from school, there was this stranger in my mum's house. My mother introduced him to me as my real dad. I remember I said, that was impossible because my father was dead. How was I supposed to know who that man was? From that day on, Len often visited the house, until one year later he disappeared again, forever this time.
Во время учëбы в школе Barstable School в Базилдоне Гаан часто прогуливал занятия, имел проблемы с законом и трижды попадал в суд по делам несовершеннолетних за хулиганские выходки, начиная от граффити на стенах до простых краж. Он наслаждался острыми ощущениями от угона машин, езды на них и их поджогов. Гаан вспоминает о том времени: «Я был довольно диким. Меня заводило вот это преследование полиции и погоня от неё. Прячась за стеной с бьющимся сердцем, ты получаешь настоящий пинок – „они тебя достанут?“». Будучи в последнем классе школы, Гаан пробовал устроиться помощником слесаря в «North Thames Gas», однако по требованию своего офицера-надзирателя вынужден был рассказать на собеседовании о преступном прошлом. В итоге, он не был принят на эту работу, что подтолкнуло Гаана разгромить офис своего надзирателя. В качестве наказания Дейв был приговорён к тюремному заключению в подростковом исправительном центре в Ромфорде. Наказание Дейв должен был отбывать каждые выходные в течение года.
Сам Гаан рассказывает об этом так:

Ты должен работать. Я помню, как убирал в коробки всякий хлам. Твои волосы должны быть стрижены. Это было каждые выходные, то есть ты лишался своих выходных, казалось, что это длится вечность. Мне сказали очень четко, что следующим шагом будет тюрьма. Честное слово, музыка спасла меня.Оригинальный текст (англ.)You had to work. I remember doing boxing, stuff like that. You had to have your hair cut. It was every weekend, so you were deprived of your weekend, and it seemed like forever. I was told very clearly that my next thing was detention centre. To be honest, music saved me.

## Карьера в Depeche Mode (1980 – настоящее время)

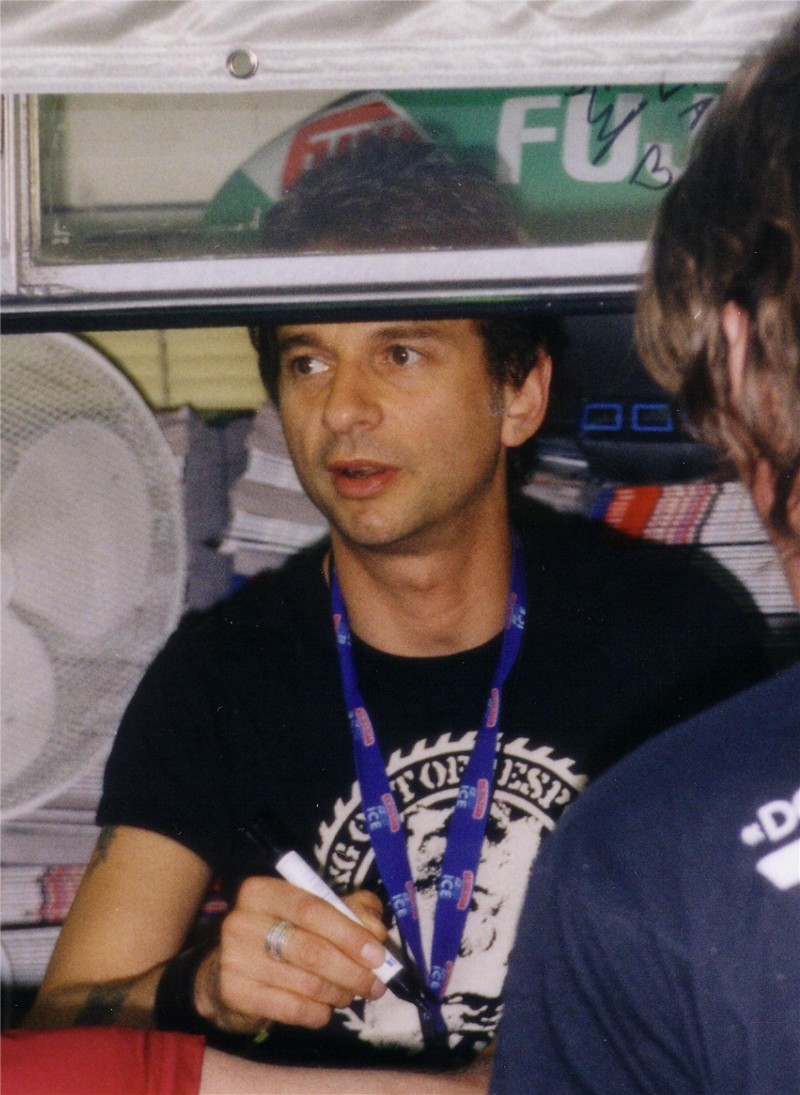
Гаан раздаëт автографы, 2003 год

В марте 1980 года Мартин Гор, Энди Флетчер и Винс Кларк сформировали группу Composition of Sound, в составе которой Кларк пел и играл на гитаре, Гор на клавишных, а Флетчер на бас-гитаре. Впоследствии Кларк и Флетчер перешли на синтезаторы. В том же году Гаан присоединился к группе после того, как Кларк был впечатлëн его исполнением песни Дэвида Боуи «Heroes». Вскоре группа была переименована в Depeche Mode, название, предложенное Гааном после того, как он наткнулся на модный журнал под названием Dépêche-mode. Пионеры новой волны/синти-попа начала 1980-х годов, Depeche Mode выпустили 15 студийных альбомов, четыре сборника и два альбома ремиксов. Группа достигла мировых продаж, превысивших 100 миллионов записей. Четыре сингла группы занимали первое место в чарте Billboard Alternative Songs: «Enjoy the Silence» (1990), «Policy of Truth (1990), «I Feel You» (1993) и «Walking in My Shoes» (1993).
В интервью 2003 года Гаан говорил, что был слегка разочарован малым количеством экспериментов во время записи альбома Exciter. В 2004 году это привело его к тому, что он заявил своим коллегам по группе о написании половины песен для их следующего альбома, и он покинет коллектив, если не будет автором песен. Так, Гаан стал автором трёх песен в альбоме 2005 года Playing the Angel: «Suffer Well» (номирована на премию Грэмми), «I Want It All» и «Nothing’s Impossible». " Песня «Suffer Well» была выпущена в качестве сингла в 2006 году и заняла 12-е место в UK Singles Chart. Гаан также написал текст к бонус-треку «Oh Well» в альбоме Sounds of the Universe, а музыка была написана Мартином Гором. Это было их первое сотрудничество над записью песен.
На сценическую личность Гаана повлиял Дэйв Вэниан, фронтмен The Damned.

## Сольное творчество
Первой, официально выпущенной сольной работой Гаана вне Depeche Mode, стала кавер-версия композиции "A Song for Europe", оригинальная версия которой была издана группой Roxy Music в альбоме Stranded 1973 года. Релиз песни состоялся 4 сентября 1997 года на трибьют-альбоме "Dream Home Heartaches... (Remaking / Remodeling Roxy Music)", продюсерами которого выступили бас-гитарист Duran Duran Джон Тейлор и Hein Hoven, известный по работе со Stray Cats, Sade и другими исполнителями.
В 2003 году Гаан выпустил свой первый сольный альбом Paper Monsters (который он написал в соавторстве с гитаристом и другом Ноксом Чандлером), за которым последовал Paper Monsters Tour (включая выступление на фестивале Гластонбери), исполнив как свои новые сольные треки, так и любимые фанатами Depeche Mode. Альбом имел скромный успех. Первый сингл «Dirty Sticky Floors» и альбом достигли позиций в чартах UK Singles Chart и UK Albums Chart соответственно.
В 2007 году Гаан объявил, что работает над новым альбомом, в видео-поздравлении на официальном сайте Depeche Mode, записанном на благотворительном мероприятии MusiCares 11 мая. Альбом под названием Hourglass сопровождался работой Эндрю Филпотта и Кристиана Эйгнера. Материал был записан в студии 11th Floor в Нью-Йорке. По словам Гаана, в альбоме Hourglass больше электронного звучания, чем в Paper Monsters.

## Личная жизнь

### Семья
3 августа 1985 года Гаан женился на своей давней подруге Джо Фокс. 14 октября 1987 года у них родился сын Джек. В 1991 году, отчасти из-за зависимости Дейва от героина, он разводится с Джо, а через год женится на Терезе Конрой. Фокс и Конрой можно увидеть в фильме «101» (Тереза тогда помогала группе в качестве тур-менеджера). В 1994 году Конрой уходит, заявив, что больше не верит его обещаниям «завязать». В 1999 году Гаан женился на гречанке Дженнифер Склиаз, а 29 июля у них родилась дочь Стелла Роуз. Также у Дженнифер есть сын Джим от первого брака, в 2010 году он был официально усыновлён Гааном.
Перед браком со Склиаз крестился в православие, но не практикует ни одну из религий.
С 1996 года Гаан живёт в Нью-Йорке.

### Наркотическая зависимость и здоровье
В 1990-х годах музыкант переживал тяжелую наркотическую зависимость. Несколько раз он буквально находился на волоске от смерти, что было вызвано передозировкой и последствием употребления тяжелых наркотических препаратов (героин). Американские врачи даже прозвали его «Котом», намекая на поверье о «девяти жизнях» кошек. В 1993 году с Гааном случился мини-сердечный приступ во время выступления в Новом Орлеане, поэтому он не смог доиграть с группой выступление на бис. Однако он не согласился прервать тур, несмотря на убеждения врачей.
В августе 1995 года Гаан попытался покончить жизнь самоубийством, разрезав вены. Гаан заявил, что это была определенно попытка самоубийства, однако, в то же время, это был и «призыв о помощи». Музыкант заявил, что знал о том, что его найдут. 28 мая 1996 года Гаан вновь оказался перед лицом смерти из-за передозировки спидболами в отеле «Sunset Marquis Hotel» в Лос-Анджелесе. В течение двух минут сердце музыканта не билось, но он был спасен парамедиками. Дейв заявил, что пока находился «между жизнью и смертью», якобы видел свою девушку Дженнифер, которая позвала его обратно «на этот свет». После этого Дейв Гаан начал проходить лечение от зависимости. У Гаана наблюдаются периодически определенные проблемы со здоровьем: гастроэнтерит (Афины, 2009), разрыв трехглавой мышцы голени (Бильбао, 2009). В том же 2009 году у певца были проблемы со связками. Depeche Mode были вынуждены прервать мировое турне из-за болезни Гаана. Сначала ему поставили диагноз «гастроэнтерит», но позднее выяснилось, что речь идет о раковой опухоли низкой степени злокачественности. Гаан перенес операцию, а следом еще и курс химиотерапии. Также в 2017 году пришлось отменить концерт в Минске в рамках Global Spirit тура в связи с расстройством желудка музыканта и дальнейшей госпитализацией в местной больнице.

## Дискография
- Paper Monsters (2003)
- Hourglass (2007)
- The Light The Dead See (2012, совместно с Soulsavers)
- Angels & Ghosts (2015, совместно с Soulsavers)
- Imposter (2021, совместно с Soulsavers)

О творчестве Гаана в Depeche Mode см. Дискография Depeche Mode.